# Lúcio Escribônio Libão (cônsul em 16)
Lúcio Escribônio Libão (em latim: Lucius Scribonius Libo) foi um político romano da gente Escribônia eleito cônsul em 16. Era filho (ou neto) de Lúcio Escribônio Libão, cônsul em 34 a.C., e sobrinho de Escribônia, a primeira esposa de Augusto.

## Carreira
No mesmo ano de seu consulado, seu irmão, o pretor Marco Escribônio Libão Druso, foi acusado por Lúcio Fulcínio Trião de conspirar contra o imperador Tibério com outros senadores e, no segundo dia do julgamento, em 13 de setembro, se matou. Libão foi também um dos septênviros epulões. Viveu pelo menos até a época de Cláudio, pois entre 47 e 48 foi curator riparum et alvei Tiberis juntamente com os consulares mais jovens Paulo Fábio Pérsico e Caio Égio Márulo.
Sua fortuna pessoal procedia, dentre outras fontes, de pedreiras de mármore de Luni.

## Família
Teve pelo menos uma filha, Escribônia, que se casou com Marco Licínio Crasso Frúgio, cônsul em 64, e com quem teve quatro filhos.